# Vierde Heilige Oorlog
De Vierde Heilige Oorlog (339–338 v.Chr.) behoort tot de oorlogen in het oude Griekenland die in belang van Delphi door een groot deel van de Amphiktyonische poleis werden gevoerd tegen bepaalde groepen die op enigerlei wijze de belangen van de staat of het heiligdom van Delphi hadden geschaad.
De Vierde Heilige Oorlog werd veroorzaakt door de Athener Aischines toen hij in maart 339 v.Chr. in de Amphiktyonieraad de Ozolische Lokriërs van Amphissa verweet dat ook zij wederrechtelijk de Apollo toebehorende vlakte van Krissa voor eigen gewin benutten.
Koning Philippus II van Macedonië werd vanwege de hierover uitbrekende oorlog in oktober 339 v.Chr. tot aanvoerder van het leger benoemd. Dit gebeurde op voordracht van een Thessalische afgevaardigde, hetgeen Philippus een excuus gaf voor een veldtocht tegen Griekenland, maar het is waarschijnlijk dat hij die sowieso zou uitvoeren.
Aan het begin van het jaar 339 v.Chr. hadden de Thebanen het plaatsje Nikaia bij Thermopylae ingenomen, waar Philippus in 346 v.Chr. een garnizoen had gelegd. Philippus lijkt dit niet te hebben opgevat als een oorlogsverklaring, maar het stelde hem wel voor een beduidend probleem omdat zijn hoofdroute naar Griekenland afsloot. Er was echter nog een tweede route naar Centraal-Griekenland beschikbaar, zoals de Perzische koning Xerxes in 480 v.Chr. bij de Slag bij Thermopylae gebruikte. Hij had zijn leger via een bergpad (de Anopea) gestuurd om de pas te omzeilen. Vanaf dit pad aan de westkant van de berg Kallidromos daalde een andere weg af naar beneden in Phocis. In 480 v.Chr. waren 1000 Phocische troepen gelegerd boven Thermopylae die deze weg bewaakten en voorkwamen dat de Perzen Phocis binnenmarcheerden (hoewel het hun duidelijk niet lukte om de Perzen ervan te weerhouden Anopea te gebruiken). In 339 v.chr. waren de Grieken echter ofwel het bestaan van deze weg vergeten of dachten dat Philippus het niet zou gebruiken; het falen om deze weg te bewaken liet Philippus toe om Centraal-Griekenland ongehinderd binnen te glippen.
Philippus' relatief milde behandeling van de Phociërs in 346 v.Chr. droeg nu vruchten. Toen hij Elatea bereikte, liet hij de stad herbevolken. In de daaropvolgende paar maanden werd de gehele Phocische bond in zijn oude staat hersteld. Dit verschafte Philippus een voorpost in Griekenland en nieuwe dankbare bondgenoten in de Phociërs. Philippus kwam vermoedelijk in november 339 v.Chr. aan in Phocis, maar de beslissende fase van de veldtocht geschiedde pas in augustus 338 v.Chr. In die periode loste Philippus zijn verantwoordelijkheid tegenover de Amphiktyonieraad in door de toestand in Amphissa te beslechten. Hij wist met een list een strijdmacht van 10.000 huurlingen die de weg tussen Phocis en Amphissa bewaakten te verleiden hun posten te verlaten. Hierop nam hij Amphissa in, verjoeg de inwoners van deze stad en droeg de stad over aan Delphi. Hij heeft vermoedelijk ook gepoogd om langs diplomatieke weg verdere conflicten in Griekenland te voorkomen. Indien dat zo was, is hij daar niet in geslaagd.
Toen de Atheners hoorden dat Philippus in Elatea was aangekomen, raakten zij in paniek. Demosthenes riep nochtans op tot kalmte en stelde een bondgenootschap met Thebe voor. Zijn voorstel werd goedgekeurd en hij werd als ambassadeur gestuurd. Philippus had ook een delegatie naar Thebe gezonden om een alliantie of ten minste een vrije tocht door Boeotië te verzoeken. Hoewel het Macedonische leger al nabij was en de Atheners hun traditionele vijand, kozen de Thebanen toch voor een verbond met hen tegen Philippus. Het Atheense leger was uit voorzorg al richting Thebe gestuurd en de poleis konden enkele dagen later al hun krachten verenigen.
Het is niet helemaal duidelijk wat er vóór het treffen bij Chaeronea is gebeurd, maar het staat vast dat er al kleine schermutselingen hebben plaatsgevonden. Vermoedelijk trachtte Philippus via de bergen een sluiproute te vinden, maar slaagde daar niet in. Uiteindelijk rukte hij in augustus rechtstreeks op naar Boeotië vanuit Phocis, en trof hij onderweg het Thebaans-Atheense leger dat de doorgang versperde. Dit leidde tot de wereldhistorisch belangrijke Slag bij Chaeronea (338 v.Chr.), die eindigde in een klinkende overwinning voor Philippus. Hierdoor vestigde de regio Macedonië definitief haar hegemonie over de Griekse poleis.
Eerste · Tweede · Derde · Vierde